# JUJU SUPER LIVE 2014 -ジュジュ苑 10th Anniversary Special- at SAITAMA SUPER ARENA-
『JUJU SUPER LIVE 2014 -ジュジュ苑 10th Anniversary Special- at SAITAMA SUPER ARENA-』(ジュジュ・スーパー・ライブ・2014 -テンス・アニバーサリー・スペシャル- アット・サイタマ・スーパー・アリーナ)は、JUJUのライブ・ビデオ

## 解説
ライブ・ビデオとしては、2013年発売の『JUJU BEST STORY ARENA TOUR 2013』より、約1年半振りとなる。
自身のデビュー10周年を記念して2014年10月10日の『JUJUの日』に開催されたさいたまスーパーアリーナでの公演の様子が収録されている。

## 収録曲
1. ～OPENING～
2. Voice
3. Dreamer
4. やさしさで溢れるように
5. Swallowtail Butterfly ～あいのうた～
6. 真夏の果実
7. つぐない
8. 駅
9. Lovers again
10. One more time, One more chance
11. ～INTERLUDE～
12. 空
13. YOU
14. この夜を止めてよ
15. 明日がくるなら
16. If I Ain't Got You
17. Viva La Vida
18. 六本木心中
19. Hot Stuff
20. ラストシーン (ENCORE)
21. ANNIVERSARY (ENCORE)
22. 奇跡を望むなら... (ENCORE)